# Cantonul Saint-Laurent-Médoc
Cantonul Saint-Laurent-Médoc este un canton din arondismentul Lesparre-Médoc, departamentul Gironde, regiunea Aquitania, Franța.

## Comune
- Carcans
- Hourtin
- Saint-Laurent-Médoc (reședință)